# Effi Birnbaum
Efraim Birnbaum, detto Effi (in ebraico אפרים "אפי" בירנבאום‎?; 11 giugno 1954), è un allenatore di pallacanestro israeliano.

## Carriera
Ha guidato Israele ai Campionati europei del 1991.